# Braich y Pwll
Braich y Pwll är en udde i Storbritannien.   Den ligger i riksdelen Wales, i den sydvästra delen av landet, 300 km väster om huvudstaden London.
Terrängen inåt land är huvudsakligen platt, men österut är den kuperad. Havet är nära Braich y Pwll åt sydväst.  Närmaste större samhälle är Llanbedrog, 19,9 km öster om Braich y Pwll. 